# Cratyna uliginosa
Cratyna uliginosa är en tvåvingeart som först beskrevs av Franz Lengersdorf 1929.  Cratyna uliginosa ingår i släktet Cratyna och familjen sorgmyggor. Arten är reproducerande i Sverige. Inga underarter finns listade i Catalogue of Life.